# سمفونی مردگان
سمفونی مردگان عنوان رمانی نوشتهٔ عبّاس معروفی است. این رمان برندهٔ جایزه سال ۲۰۰۱ از بنیاد انتشارات ادبی فلسفی سورکامپ شده‌است.

## محتوا
ساعت آقای درستکار بیش از سی سال است که از کار افتاده؛ در ساعت پنج و نیم بعدازظهر تیرماه سال ۱۳۲۵. ساعت سر در کلیسا سال‌ها پیش از کار افتاده بود و ساعت اورهان را مردی با خود برده‌است؛ اما زمان هم‌چنان می‌گردد.
این داستان یک حادثه را از منظر چند ناظر روایت می‌کند. شخصیت اصلی داستان شاعر جوانی است، که گرفتار خشم پدر سنتی خود می‌شود. معروفی در این کتاب دردسرهای یک روشنفکر سال‌های ۱۳۱۰ تا ۱۳۳۰ را از منظر دید چند شخصیت مختلف داستان روایت می‌کند.
1. اورهان: پسر کوچک خانواده و وارث تفکرات سنتی پدر نماینده نسل جدید قدیم اندیش
2. آیدا: دختر خانواده، نماینده احساسات جامعه
3. پدر: نماینده عوام، تحت تأثیر مذهب
4. بیوه همسایه روبه‌رو: نماینده روشنفکران
5. صاحب کارگاه چوب‌بری: نماینده روشنفکران محافظه‌کار
6. آیدین یا سوجی: پسر خانواده، شاعر و نماینده نسل جوان درگیر در تناقضات

## چکیده
آیدین فرزند خانواده‌ای سنتی است. او و خواهرش آیدا هیچ وقت مطابق میل خانوادهٔ اورخانی نبوده‌اند. خانواده‌ای نسبتاً مرفه در اردبیل که در بازار آجیل‌فروش‌ها مغازه‌ای بزرگ دارند و چهار فرزند: یوسف، که موقع حملهٔ روس‌ها به تقلید از چتربازان روس از بلندی خود را به پایین پرت می‌کند، آیدین و آیدا: دوقلوهای بازیگوش و اورهان، فرزند محبوب پدر.
یوسف در همان اوایل کودکی‌اش، پس از آن اتفاق، تبدیل به تکه‌گوشتی می‌شود که فقط می‌خورد و می‌بلعد، در سرتاسر داستان حضور دارد و بدبختیِ پایدار است، حتی وقتی او را فراموش می‌کنند و اتاقی که او در آنجاست را سمپاشی می‌کنند باز هم نمی‌میرد. آیدا دختر است، و دختر سرنوشتی محتوم دارد؛ تنها می‌تواند منتظر خواستگار بماند، اگرچه تواناست و مشتاق به درس، منتظر می‌ماند و وقتی خواستگار مناسب، آبادانی که مرفه و درس‌خوانده‌است و در شرکت نفت کار می‌کند، سر می‌رسد با مخالفت پدر مواجه می‌شود و حتی زمانی که با بی‌میلی و بدون حضور پدر عروسی‌اش را می‌گیرند، بعد از چند سال خود را به علتی نامعلوم در مقابل چشمان فرزندش به آتش می‌کشد. گویی هیچ‌یک از اعضای این خانواده نمی‌تواند سرانجام خوشی داشته باشد.
داستان رقابت آیدین و اورهان، وارثان، داستانی طولانی است؛ اورهان پایبند سنت‌هاست و محبت پدر را دارد، آیدین به دنبال ترقی است و منفور پدر است؛ محبت مادر را دارد و سوادی بالا؛ اورهان از این جهت به او حسودی می‌کند.
پدر همچون اکثر اعضای جامعه سنتی است، بعد از آسیب دیدن یوسف، آیدین پسر بزرگ خانواده می‌شود؛ پدر دوست دارد که آیدین وارث باشد، به مغازه بیاید و مانند هر پسر دیگری شغل پدر را ادامه دهد، اورهان از این جهت نیز به او حسادت می‌کند. آیدین از طرفی هیچ علاقه‌ای به کار تجارت ندارد و ترجیح می‌دهد وقتش را با کتاب و درس بگذراند. پدر از طرفی دست به هر کاری می‌زند تا آیدین را از درس و کتاب که پسرش را کافر و از مسیر تجارت منحرف می‌کند، منصرف کند. بعد از اینکه پدر، که خود نمی‌تواند بخواند، یکی از کتاب‌های آیدین را به ایاز پاسبان نشان می‌دهد و پس از آنکه ایاز آن کتاب را نامناسب تشخیص می‌دهد و بعد از یک خورشیدگرفتگی، کتاب‌های آیدین را می‌سوزاند، به این بسنده نمی‌کند و استاد دلخون، استاد آیدین را نیز با همکاری ایاز پاسبان به زندان می‌اندازد و کار را به جایی می‌رساند که آیدین از خانه فرار می‌کند و برای گذران زندگی در چوب‌بری یک ارمنی مشغول به‌کار می‌شود.
پدر از کردهٔ خود پشیمان می‌شود، از آیدین می‌خواهد که برگردد اما آیدین که تمام هستی‌اش را، شعرهایش را، از دست داده عذرخواهی پدر را نمی‌پذیرد و از پدرش می‌خواهد که او را فراموش کند. پدر باز هم بیکار نمی‌نشیند و با کمک ایاز پاسبان چند سرباز را برای گرفتن او می‌فرستد. صاحب کارخانه آقای گالوست میرزایان به او در کلیسا پناه می‌دهد و آیدین در انبار کلیسا مشغول کار با چوب و خلق آثار هنری می‌شود؛ آیدین گاه‌گاه سورمه دختربرادر آقای میرزایان را می‌بیند و دلباختهٔ او می‌شود، سورمه نیز دلباختهٔ آیدین است. سورمه با اینکه یک‌بار شوهر کرده خواستگاران زیادی دارد ولی آیدین را ترجیح می‌دهد. سورمه و آیدین ازدواج می‌کنند، یک‌بار به آیین مسیحیت و یک‌بار به آیین اسلام.
روزی آیدین روزنامه‌ای را که سورمه برای او به کارگاه آورده می‌خواند و در آن خبر خودسوزی خواهرش را می‌بیند؛ در آنجاست که از نهانگاه خود خارج شده و به سمت خانواده‌اش بازمی‌گردد و به اصرار پدر در مغازه مشغول به کار می‌شود. چندی بعد پدر می‌میرد و وصیت می‌کند که همه‌چیز بین آیدین و اورهان نصف‌نصف تقسیم شود. آیدین و سورملینا از این ازدواج صاحب دختری می‌شوند و سورملینا نیز به نحو نامعلومی می‌میرد.
اورهان فکر می‌کند که او زحمت بیشتری برای حجره کشیده و بایست حق بیشتری داشته باشد، باز هم به برادر حسادت می‌کند، به او مغز چلچله می‌خوراند و او را دیوانه می‌کند. پس از دیوانه شدن آیدین مردم او را سوجی دیوانه صدا می‌زنند و حتی سوجی دیوانه نیز محبوب‌تر از اورهان است. مادر نیز پس از دیوانه‌شدن آیدین دق می‌کند و می‌میرد.
اورهان که مال خود را از جانب دختر آیدین در خطر می‌بیند و پیش‌تر یوسف را کشته، می‌رود که کار آیدین را نیز تمام کند اما خود در سرمای سرد زمستان می‌میرد.

## جوایز
بنیاد غیردولتی کگدوپ و بنیاد انتشارات ادبی فلسفی سور کامپ جایزه خود را در سال ۲۰۰۱
به کتاب سمفونی مردگان دادند.

## نشر و ترجمه
کتاب سمفونی مردگان به زبان انگلیسی با ترجمه لطف‌علی خنجی و نیز آلمانی ترجمه و چاپ شده‌است؛ و به همت احمد موسی، استاد زبان و ادبیات فارسی در کشور مغرب و مترجم معروف، به زبان عربی ترجمه و منتشر شده‌است. سال انتشار ۲۰۱۸. ناشر: المتوسط در ایتالیا
رمان سمفونی مردگان همچنین توسط رزگار امین‌نژاد به زبان کُردی (سورانی) ترجمه شد و در سال ۲۰۰۱ توسط شرکت چاپ و پخش سردم در سلیمانیه منتشر شد.
همچنین در سال ۱۳۹۵ به زبان تُرکی با الفبای فارسی (برای ایران) با ترجمهٔ احد فرهمندی توسط انتشارات آذرتُرک چاپ شد.

## نظرات و انتقادات
به نوشته برخی منتقدان این اثر شباهت‌هایی با اثر ویلیام فاکنر یعنی خشم و هیاهو و رمان صد سال تنهایی اثر گابریل گارسیا مارکز دارد. 